# Bouřňák
Der Bouřňák (deutsch Stürmer) ist einer der höchsten Berge des östlichen Erzgebirges auf dem Territorium der Tschechischen Republik. Bekannt ist der Berg als eines der bedeutendsten Ski-Zentren des Osterzgebirges.

## Lage und Umgebung
Der Stürmer liegt im Osterzgebirge, 10 km nordwestlich von Teplice (Teplitz) und 10 km südwestlich von Altenberg am markanten Steilabfall des Erzgebirges. Am Fuß des Berges befindet sich die Bergstadt Mikulov (Niklasberg) und die Gemeinde Hrob (Klostergrab). Direkt an der Schulter des Berges auf dem Erzgebirgskamm befindet sich die kleine Ansiedlung Nové Město (Neustadt), heute nur noch ein Erholungsort.

## Entstehung des Namens
Der Name des Berges wird von den hier herrschenden starken Stürmen abgeleitet.

## Bergbaude
Der Grundstein für die Bergbaude wurde am 15. Juli 1928 gelegt, die Eröffnung erfolgte 1930. Erbaut wurde sie vom Klub Tschechischer Touristen (KČT). Sie wurde im Zweiten Weltkrieg von der Wehrmacht benutzt. 2021 wurden Pläne bekannt, die seit mehreren Jahren leer stehende und geschlossene Baude zu sanieren und wieder zu eröffnen.

## Routen zum Gipfel
Der kürzeste Weg zum Gipfel führt über eine Entfernung von ca. 1 Kilometer über die Fahrstraße von Nové Město aus. Früher führte hier die Alte Freiberg-Teplitzer Poststraße entlang. Von Osten führt ein ebenfalls ca. 1 Kilometer langer Wanderweg von Mikulov auf den Gipfel. Dieser überwindet auf der vergleichsweise kurzen Strecke knapp 300 Höhenmeter. Über den Südabhang des Erzgebirges führt von Hrob aus ebenfalls ein Wanderweg über eine Länge von ca. 4 Kilometer auf den Berg.

## Aussicht
Die Aussicht wird nach Norden  durch den Erzgebirgskamm gehemmt, dafür besteht ein umfassender Blick nach Süden, Osten und Westen. Der Blick reicht über das Nordböhmische Becken auf die markanten Vulkankegelberge des Böhmischen Mittelgebirges. Über 206 Orte von Aussig bis Brüx soll man vom Gipfel aus sehen können. Die Fernsicht reicht bis zum Jeschken, Bösig, Sedlo (Geltschberg), Říp (Georgsberg) vor Prag, Křivoklátsko (Pürglitzer Wald), Duppauer Gebirge und Kahlenberg.

## Wintersport
Der Stürmer bietet im Winter Abfahrtsläufern ein reiches Betätigungsfeld. Es bestehen mehrere anspruchsvolle Skiabfahrten, die von Mikulov durch 2 Lifte erschlossen sind. Seit 2005 besteht auch ein Snowboard-Funpark.

## Naturschutz
An der Nordwestseite des Berges besteht seit 1979 das ca. 3,26 Hektar große Naturdenkmal der Geisterbuchen am Stürmer (Buky na Bouřňáku). Die hier vorkommenden Rotbuchen sind etwa 200 Jahre alt und weisen aufgrund der windexponierten Lage und der teils wochenlangen winterlichen Schneebelastungen in Verbindung mit dem Böhmwind teilweise bizarra Wuchsformen auf.

## Galerie

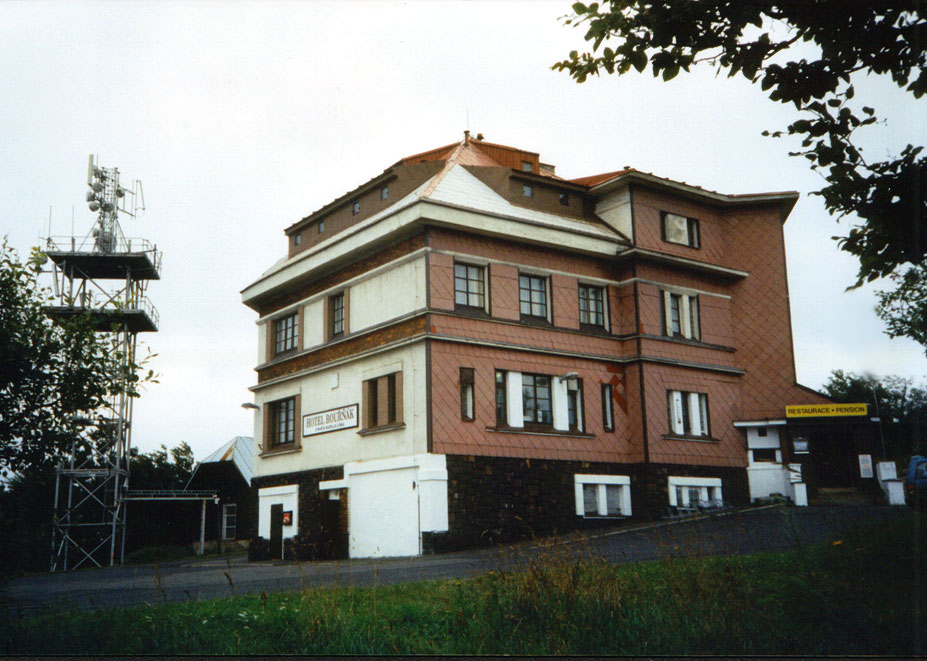
Bergbaude
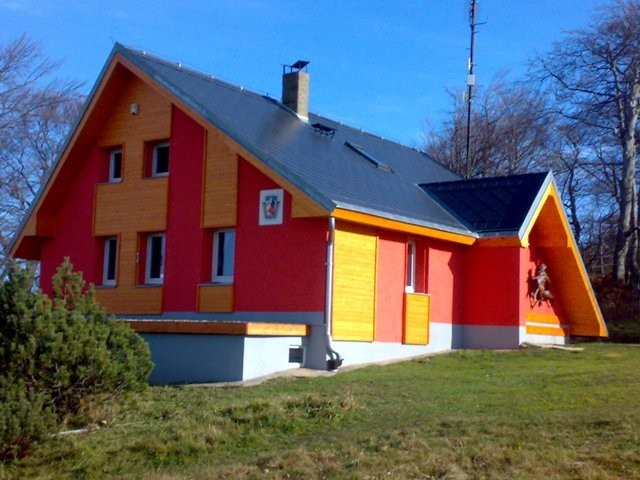
Bergwacht-Station am Bouřňák
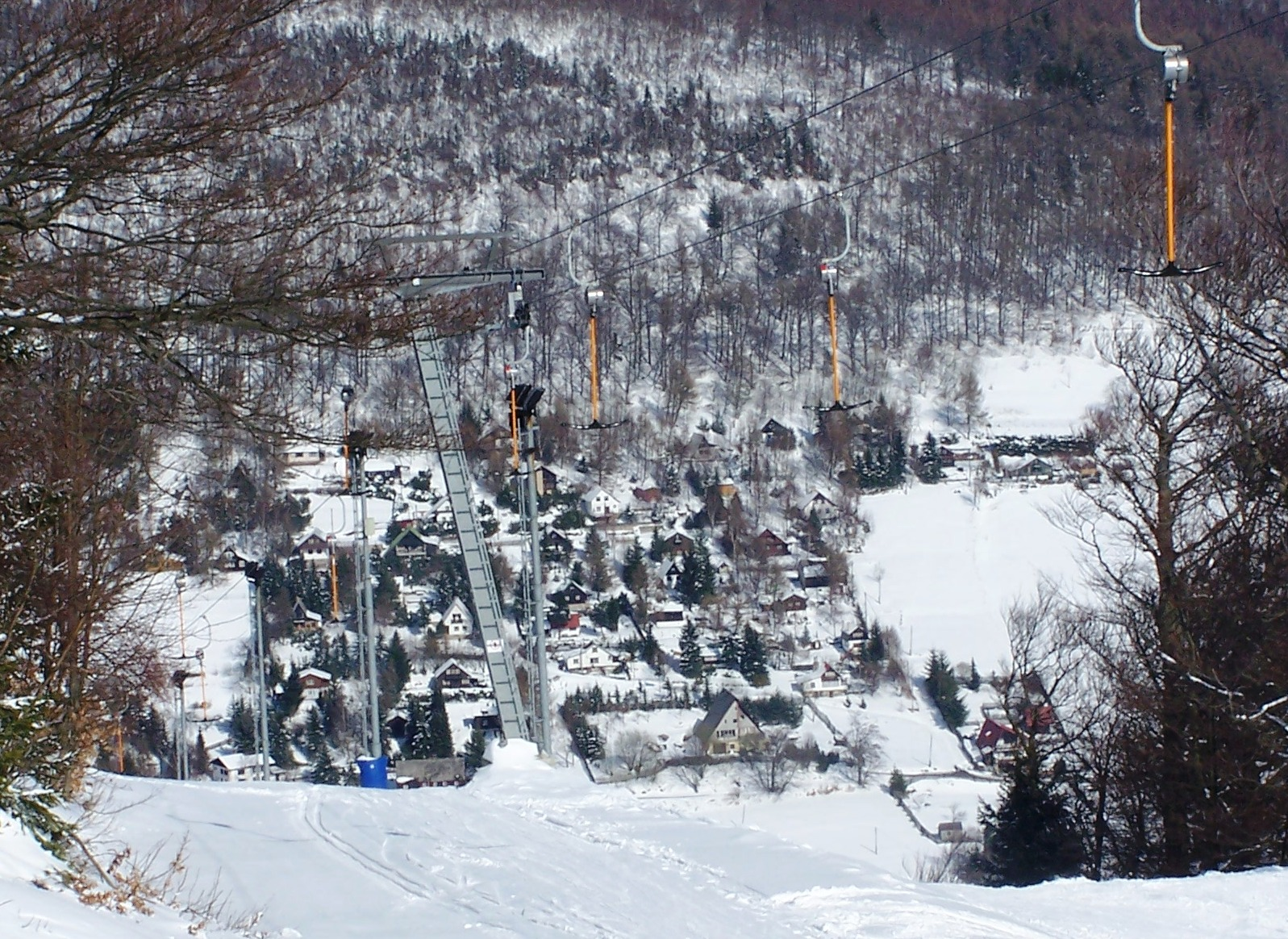
Blick auf Mikulov (Niklasberg)
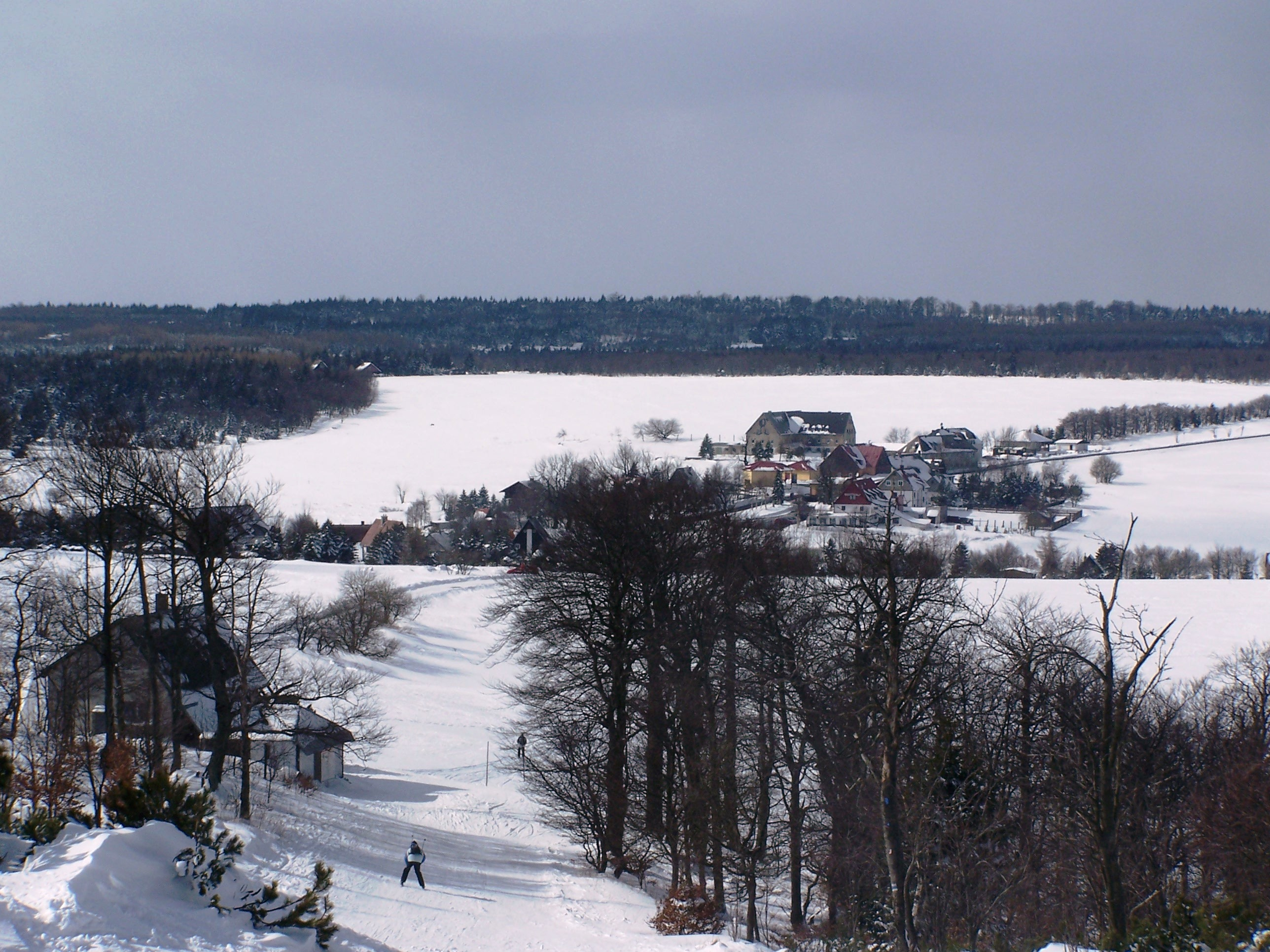
Blick nach Nové Město (Neustadt)
Blick über die Skipiste Richtung Zinnwald
Blick über die Skipiste Richtung Strobnitz